# Podykipus leptoiuloides
Podykipus leptoiuloides är en mångfotingart som beskrevs av Carl Graf Attems 1911. Podykipus leptoiuloides ingår i släktet Podykipus och familjen Iulomorphidae. Inga underarter finns listade i Catalogue of Life.